# Fengcheng (sockenhuvudort i Kina, Shanxi Sheng, lat 35,63, long 111,44)
Fengcheng är en sockenhuvudort i Kina. Den ligger i provinsen Shanxi, i den norra delen av landet, omkring 270 kilometer söder om provinshuvudstaden Taiyuan. Antalet invånare är 17 573. Befolkningen består av 8 697 kvinnor och 8 876 män. Barn under 15 år utgör 15,0 %, vuxna 15-64 år 76 %, och äldre över 65 år 8,0 %.
Runt Fengcheng är det ganska tätbefolkat, med 230 invånare per kvadratkilometer. Närmaste större samhälle är Shicun, 12,3 km öster om Fengcheng. Trakten runt Fengcheng består till största delen av jordbruksmark.
Genomsnittlig årsnederbörd är 635 millimeter. Den regnigaste månaden är juli, med i genomsnitt 164 mm nederbörd, och den torraste är december, med 3 mm nederbörd.